# Українсько-російські економічні відносини
Українсько-російські економічні відносини

## Українсько-російська торгівля
До 2014 року Україна експортувала до РФ майже 20% своїх товарів. Експорт у Польщу становив 4,9%. Після 2014 були скасовані європейські мита, введені санкції проти Росії та почалася переорієнтація українського бізнесу на захід. У 2019 Польща вперше випередила Росію і стала найбільшим ринком для України. Частка Польщі становила 6,7%, а Росії – 6,2%.
Українсько-російська торгівля (2009—2020), млрд дол.
|                                                   | 2009  | 2010  | 2011  | 2012  | 2013  | 2014  | 2015  | 2016  | 2017  | 2018  | 2019  | 2020  |
| Обсяг — дані РФ                                   | 23,0  | 37,2  | 50,6  | 45,2  | 39,6  | 27,8  | 15,0  | 10,23 | 12,86 |       |       |       |
| ------------------------------------------------- | ----- | ----- | ----- | ----- | ----- | ----- | ----- | ----- | ----- | ----- | ----- | ----- |
| Частка України в обсязі зовнішньої торгівлі Росії | 4,9 % | 5,9 % | 6,2 % | 5,4 % | 4,7 % | 3,5 % | 2,8 % | 2,2 % | 2,2 % |       |       |       |
| Імпорт в Україну — дані РФ                        | 13,8  | 23,1  | 30,5  | 27,2  | 23,8  | 17,1  | 9,3   | 6,34  | 7,94  |       |       |       |
| дані Держстату України                            |       |       |       |       |       |       |       |       | 7,20  | 8,09  | 6,99  | 4,54  |
| Частка України в обсязі експорту Росії            | 4,6 % | 5,8 % | 5,9 % | 5,2 % | 4,5 % | 3,4 % | 2,7 % | 2,3 % | 2,2 % |       |       |       |
| Експорт з України — дані РФ                       | 9,1   | 14,0  | 20,1  | 17,9  | 15,8  | 10,7  | 5,7   | 3,89  | 4,91  |       |       |       |
| дані Держстату України                            |       |       |       |       |       |       |       |       | 3,94  | 3,65  | 3,24  | 2,71  |
| Частка України в обсязі імпорту Росії             | 5,5 % | 6,1 % | 6,6 % | 5,7 % | 5,0 % | 3,7 % | 3,1 % | 2,1 % | 2,2 % |       |       |       |
| Сальдо — дані РФ                                  | -4,7  | -9,1  | -10,4 | -9,3  | -8,0  | -6,3  | -3,6  | -2,45 | -3,03 |       |       |       |
| дані Держстату України                            |       |       |       |       |       |       |       |       | -3,27 | -4,44 | -3,74 | -1,84 |
| Місце Росії в зовнішній торгівлі України          |       |       |       |       |       |       |       |       |       |       |       |       |
| в імпорті в Україну                               |       |       |       |       |       |       |       |       |       |       |       | 3     |
| в експорті з України                              |       |       |       |       |       |       |       |       |       |       |       | 3     |
| Місце України в зовнішній торгівлі Росії          |       |       |       |       |       |       |       |       |       |       |       |       |
| в обсязі                                          | 6     | 5     | 4     | 5     | 5     | 9     | 11    | 14    | 13    |       |       |       |
| в експорті                                        | 7     | 4     | 5     | 6     | 6     | 9     | 12    | 14    | 14    |       |       |       |
| в імпорті                                         | 4     | 3     | 3     | 3     | 4     | 7     | 8     | 10    | 10    |       |       |       |